# پونه‌های استرالیایی
پونه‌های استرالیایی (نام علمی: Prostanthera) نام یک سرده از خانواده نعنائیان است.